# 下韋列斯尼齊亞
48°43′30″N 24°45′6″E / 48.72500°N 24.75167°E
下韋列斯尼齊亞（烏克蘭語：Нижня Велесниця），是烏克蘭的村落，位於該國西部伊萬諾-弗蘭科夫斯克州，由科洛梅亞區負責管轄，面積16.9平方公里，2001年人口361，人口密度每平方公里21.4人。